# 25764 Divyanag
25764 Divyanag è un asteroide della fascia principale. Scoperto nel 2000, presenta un'orbita caratterizzata da un semiasse maggiore pari a 2,2455783 UA e da un'eccentricità di 0,1327896, inclinata di 1,69390° rispetto all'eclittica.